# كأس البرتغال 2007–08
كأس البرتغال 2007–08 (بالبرتغالية: Taça de Portugal de 2007–08‏) هو الموسم 68 من كأس البرتغال. أقيم خلال الفترة 2 سبتمبر 2007 وحتى 18 مايو 2008، وكان عدد الأندية المشاركة فيه 202، وفاز فيه سبورتينغ لشبونة.